# Унгнад, Ганс фон
Ханс III Унгнад фон Вейсенвольф (нем. Hans III Ungnad von Weißenwolff; 19 ноября 1493 — 27 декабря 1564), барон фон Зоннек в Каринтии — религиозный деятель, сподвижник Реформации, распространитель протестантизма между славянами, основатель Южнославянского библейского института; был его владельцем и покровителем.

## Биография
Сын Ханса II Унгнада фон Вейсенвольфа, барона фон Зоннека ауф Вальденштайна (1472 — ок. 1520) и Маргареты Лохнер фон Либенфельс (ок. 1475 — после 1516), родственник Петера II Эрдёди (1504–1567), бана Хорватии в 1557—1567.
Ханс Унгнад родился в Крайне в 1493 году, где его родители владели большими поместьями. Реформационное движение нашло в нем ревностного последователя; в 1555 году он побывал в Виттенберге, чтобы основательнее познакомиться с лютеранским учением. Когда император Священной Римской империи Фердинанд I воспретил исповедание протестантского вероучения в своих наследственных землях, Унгнад отправился сначала в Саксонию, затем в Вюртемберг.
Решившись посвятить всю свою деятельность распространению протестантизма среди южных славян, Унгнад вступил в контакт с разными лицами славянского происхождения (Приможем Трубером, Юрием Далматином, Стефаном Консулом Истрианином и др.), имевшими богословскую подготовку, поручил им переводы лютеранских сочинений на югославянские языки и устроил в вюртембергском городе Урахе типографию для печатания этих переводов. С 1561 по 1564 год им было издано более 25 тысяч экземпляров славянских книг.
Типография долгое время снабжала реформаторскими брошюрами все южно-австрийские земли; но император во время Тридцатилетней войны упразднил типографию и подарил её Ватикану для пропаганды католицизма.
Ханс Унгнад фон Вейсенвольф умер 27 декабря 1564 года близ Хомутова.

## Семья
1-я жена (1525): баронесса Анна Мария фон Турн ауф Фридрихштейн (ок. 1500—1555). По преданию, в этом браке родились 20 сыновей и 4 дочери
Дети:
- Людвиг (1526—1584), оберстгофмаршал
- Кристоф (ум. 1587). Жена (1567): Анна Лошонци, любовница бана Хорватии Балинта Балашши
- Карл (ум. 1599)
- Зимеон (ок. 1530—1605)
- Эренрайх (ум. 1598)
- Юдита Элизабет (ум. 1572). Муж (1548): Хуан де Ойос
- Маргарета (ум. 1572)
- Елена

2-я жена (1555): Магдалена фон Барби (1530—1565), графиня фон Барби унд Мюлинген, бывшая монахиня
Дети:
- Вольф(ганг) (ок. 1565—1594)
- Ханс Георг (ок. 1562—1583)